# Al-Ghassanijja (Dżarabulus)
Al-Ghassanijja (arab. الغسانية) – wieś w Syrii, w muhafazie Aleppo, w dystrykcie Dżarabulus. W 2004 roku liczyła 331 mieszkańców.